# Карніс-Пойнт (переписна місцевість, Нью-Джерсі)
Карніс-Пойнт (англ. Carneys Point) — переписна місцевість (CDP) в США, в окрузі Салем штату Нью-Джерсі. Населення — 7841 особа (2020).

## Географія
Карніс-Пойнт розташований за координатами 39°42′20″ пн. ш. 75°28′5″ зх. д. / 39.70556° пн. ш. 75.46806° зх. д. (39.705469, -75.468143).  За даними Бюро перепису населення США в 2010 році переписна місцевість мала площу 22,71 км², з яких 21,58 км² — суходіл та 1,14 км² — водойми.

## Демографія
Згідно з переписом 2010 року, у переписній місцевості мешкали 7382 особи в 2995 домогосподарствах у складі 1845 родин. Густота населення становила 325 осіб/км².  Було 3217 помешкань (142/км²).
Расовий склад населення:
| - 72,8 % — білих - 17,9 % — чорних або афроамериканців - 0,7 % — азіатів - 0,2 % — корінних американців - 5,9 % — осіб інших рас |

До двох чи більше рас належало 2,5 %. Частка іспаномовних становила 11,7 % від усіх жителів.
За віковим діапазоном населення розподілялося таким чином: 20,3 % — особи молодші 18 років, 61,0 % — особи у віці 18—64 років, 18,7 % — особи у віці 65 років та старші. Медіана віку мешканця становила 42,6 року. На 100 осіб жіночої статі у переписній місцевості припадало 89,9 чоловіків;  на 100 жінок у віці від 18 років та старших — 84,7 чоловіків також старших 18 років.
Середній дохід на одне домашнє господарство  становив 66 555 доларів США (медіана — 53 024), а середній дохід на одну сім'ю — 78 296 доларів (медіана — 66 382). Медіана доходів становила 55 195 доларів для чоловіків та 41 628 доларів для жінок. За межею бідності перебувало 12,4 % осіб, у тому числі 20,7 % дітей у віці до 18 років та 7,6 % осіб у віці 65 років та старших.
Цивільне працевлаштоване населення становило 2991 осіб. Основні галузі зайнятості: освіта, охорона здоров'я та соціальна допомога — 17,3 %, виробництво — 15,5 %, транспорт — 12,3 %, роздрібна торгівля — 10,9 %.